# 대한민국댄스스포츠연맹
대한민국댄스스포츠연맹(大韓民國댄스스포츠聯盟, Korean Federation of DanceSport, KFD)은 대한민국의 댄스스포츠, 브레이킹 종목 행정을 총괄하는 스포츠 행정 기구이다. 2001년 10월 1일에 '대한댄스스포츠경기연맹'이라는 명칭으로 설립되었고, 2016년 3월 26일에 전국댄스스포츠연합회와 통합하면서 '대한민국댄스스포츠연맹'으로 명칭을 변경했다.

## 참고 문헌
- 손환. 〈대한댄스스포츠경기연맹〉. 《한국민족문화대백과사전》. 한국학중앙연구원.
- 《2015 체육백서》. 대한민국 문화체육관광부. 2018.
- “대한체육회 회원종목단체 경영공시”. 대한체육회.

## 같이 보기
- 한국프로댄스스포츠연맹
- 전국댄스스포츠연합회
- 대한장애인댄스스포츠연맹